# (73936) Takeyamamoto
(73936) Takeyamamoto – planetoida z pasa głównego asteroid okrążająca Słońce w ciągu 5 lat i 240 dni w średniej odległości 3,17 j.a. Została odkryta 24 września 1997 roku. Przed nadaniem nazwy planetoida nosiła oznaczenie tymczasowe (73936) 1997 SF4.